# Irkabtum
Irkabtum va ser rei de Iamkhad a mitjans del segle xvii aC. Va succeir el seu pare Niqmi-Epuh.
El que es coneix d'ell, que és poc, se sap per les tauletes trobades a Alalakh que donen fórmules commemoratives de diversos anys del seu regnat: "Any en què Irkabtum va ser rei", "Any en què Irkabtum, el rei, va tornar de Naštarbe", segurament referida a una campanya militar d'aquest rei a la riba de l'Eufrates, contra unes forces hostils hurrites. Una tauleta indica un període de després d'una guerra: "Any en què Irkabtum, el rei, va fer la pau amb Semuba i els habiru", encara que aquesta tauleta és difícil d'interpretar.
Hi ha dubtes sobre qui va ser rei després d'Irkabtum, perquè les fonts disponibles són ambigües o fragmentàries. Provisionalment s'accepta que després d'ell van regnar Hammurabi II i Yarim-Lim III, en aquest ordre.